# NGC 7677
NGC 7677 é uma galáxia espiral barrada (SBbc) localizada na direcção da constelação de Pegasus. Possui uma declinação de +23° 31' 53" e uma ascensão recta de 23 horas, 28 minutos e 06,1 segundos.
A galáxia NGC 7677 foi descoberta em 5 de Setembro de 1864 por Albert Marth.